# Eine harte Tour
Eine harte Tour ist ein deutscher Fernsehfilm der Regisseurin Isabel Kleefeld aus dem Jahr 2020, produziert vom WDR für Das Erste. Die Tragikomödie entstand nach einem Drehbuch der Autorin Dominique Lorenz und handelt von einer Gruppe befreundeter Paare, die nach dem unerwarteten Tod ihres Freundes Clemens zu einer gemeinsamen Hüttenwanderung in die Dolomiten aufbricht und ihre Freundschaft dabei auf eine harte Probe stellt. Im Cast des Ensemblefilms traten unter anderem Anna Schudt, Juliane Köhler, Anna Unterberger, Benjamin Sadler, Thomas Loibl, Moritz Führmann, Victoria Mayer, Roeland Wiesnekker und Elena Uhlig vor die Kamera.

## Handlung
Der langjährige Freundeskreis um die ehemaligen Münchner WG-Mitbewohner Clemens, Ulrike, Ronny und Dominik und ihre Partner findet sich zum gemeinsamen Abendessen bei Ronny und Martina ein, um Vorbereitungen für ihre bevorstehende Hüttenwanderung in den Pragser Dolomiten zu treffen. Während die Gruppe ausgelassen miteinander feiert, wird Bauunternehmer Clemens wiederholt von Schmerzen im linken Arm eingeholt, die er jedoch als unbedenklich abtut. Noch in der Nacht findet seine frisch angetraute Gattin Alexa ihn leblos im Ehebett: Er ist einem Herzinfarkt erlegen.
Alexa verfällt nach Clemens’ Beisetzung in tiefe Depression und verschanzt sich zuhause. Clemens’ Ex-Frau Corinna, von der er sich im Jahr zuvor scheiden ließ, zeigt für Alexas Lethargie nur wenig Verständnis, gilt es doch nach Clemens’ Ableben wichtige Rechtsansprüche rund um das Fortbestehen des bisher gemeinsam geleiteten Bauunternehmens zu regeln. Als Corinna sich gemeinsam mit Sohn Manuel ungefragt Zugang zu Clemens’ Haus verschafft, endet das Aufeinandertreffen der beiden Frauen, angetrieben von Corinnas Eifersucht und Missgunst gegenüber Alexa, in einem Handgemenge.
Die drei verbleibenden Paare beschließen unterdessen, drei Wochen später die geplante Wanderung anzutreten und in einer Gipfelkapelle zum Gedenken ein Foto von Clemens aufzuhängen. Nach ihren Bemühungen, ihren Freundeskreis nach der Scheidung von Clemens und Corinna in einem heiklen Balanceakt aufrechtzuerhalten, wollen sie jedoch weiteren Konflikten entgehen und bitten weder Alexa noch Corinna, sie zu begleiten. Entsprechend überrascht reagiert die Gruppe, als Alexa, die unter den Freunden vor allem wegen ihres Alters ungleich beliebt ist, am Fuße der Cristallogruppe auftaucht und sich ihnen anschließt.
Auf der folgenden Wanderung offenbaren sich weitere Konflikte, die sowohl die Freundschaften untereinander als auch die Beziehungen der Eheleute auf eine Probe stellen: Ronny ist mit seinem Baubetrieb in Schieflage geraten und verschweigt der argwöhnischen Corinna, von der er sich einen gewinnbringenden Auftrag erhofft, dass Alexa sie begleitet. Gattin Martina findet heraus, dass Ulrike vor ihren Freunden eine Operation aufgrund eines Duktalen Karzinoms in situ verheimlicht hat, die ihre Ehe mit Jonas, der sich vernachlässigt fühlt, schwer belastet. Und Alexa, die ihren Kummer während einer Feier zu Ronnys Geburtstag in Alkohol zu ertränken versucht, offenbart im Streit mit Daniela vor der versammelten Gruppe, dass diese mit Clemens noch während seiner Ehe mit Corinna einen One-Night-Stand hatte – zum Entsetzen Dominiks.
Trotz der Unstimmigkeiten beschließt die Gruppe, ihre Wanderung fortzusetzen und die Tour gemeinsam zu Ende zu bringen. Nachdem sie die Gipfelkapelle erreicht und dort das Foto von Clemens angebracht haben, treffen sie an ihrem nächsten Zielort auf Corinna, die bei Alexas Anblick aus allen Wolken fällt. Als Corinna Alexa abermals mit einem Abfindungsangebot konfrontiert, droht die Situation erneut zu eskalieren, als ihre Freunde sich unerwartet auf Alexas Seite schlagen. Diese möchte jedoch allem Ärger entgehen und unterzeichnet umstandslos die Papiere – wenn auch zu ihrem Nachteil. Als die Gruppe sich am Morgen darauf zum gemeinsamen Frühstück einfindet, hat die Situation sich deutlich entspannt. Corinna willigt in das Angebot ein, ihre Freunde auf den letzten beiden Etappen zu begleiten.

## Produktion

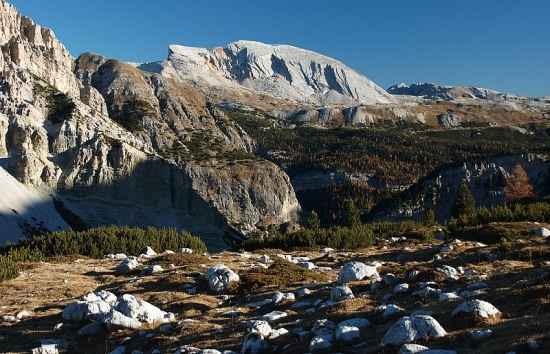
Motive entstanden im Frühsommer 2019 unter anderem in den Pragser Dolomiten in Südtirol, Italien.

Produziert wurde Eine harte Tour von der Roxy Film in Koproduktion mit dem WDR für Das Erste. Als Produzenten traten Annie Brunner, Andreas Richter und Ursula Woerner in Erscheinung, die gemeinsam mit Autorin Dominique Lorenz ursprünglich nach einem Stoff gesucht hatten, in dem es „in komödiantischer Weise um Grenzerfahrungen geht“. Lorenz und die Produzenten verständigten sich schnell darauf, dass sich die Altersgruppe vor und um das 50. Lebensjahr am besten eignen würde, um die Konfrontation mit den eigenen Grenzen „leicht und komödiantisch, unlarmoyant und in allen Facetten“ aufzuzeigen. Dabei sollten in den Charakteren speziell Themen wie Trennung, Scheidung, Krankheit, Verlust und Tod aufgegriffen werden, die verstärkt nach der Lebensmitte eintreten. Lorenz befand, dass es Eine harte Tour um die Hoffnung ginge, „dass Verbundenheit, Toleranz und Freundschaft mehr Bestand haben, als alles Trennende.“
Die Dreharbeiten fanden vom 13. Mai bis 15. Juni 2019 in der bayerischen Landeshauptstadt München und den Pragser Dolomiten, zu weiten Teilen im Naturpark Naturpark Fanes-Sennes-Prags südlich des Pustertals, in Südtirol, Italien statt. Die Redaktion lag bei Nina Klamroth vom WDR. Der Arbeitstitel lautete Zweite Luft. Finanzielle Förderung erhielt das Projekt durch die IDM Südtirol Alto Adige und den FilmFernsehFonds Bayern (FFF Bayern). Für die musikalische Untermalung zeigte sich Kall Kollektiv verantwortlich. Zu den Liedern, die im Laufe des Films zu hören sind, gehören unter anderem Prince’ „Purple Rain“, „Eye of the Tiger“ von Survivor sowie Kirk Ross's Interpretation von The Bands „I Shall Be Released“, Albert E. Brumleys „I'll Fly Away“ und der alpinen Hymne „Signore delle cime“.

## Kritiken

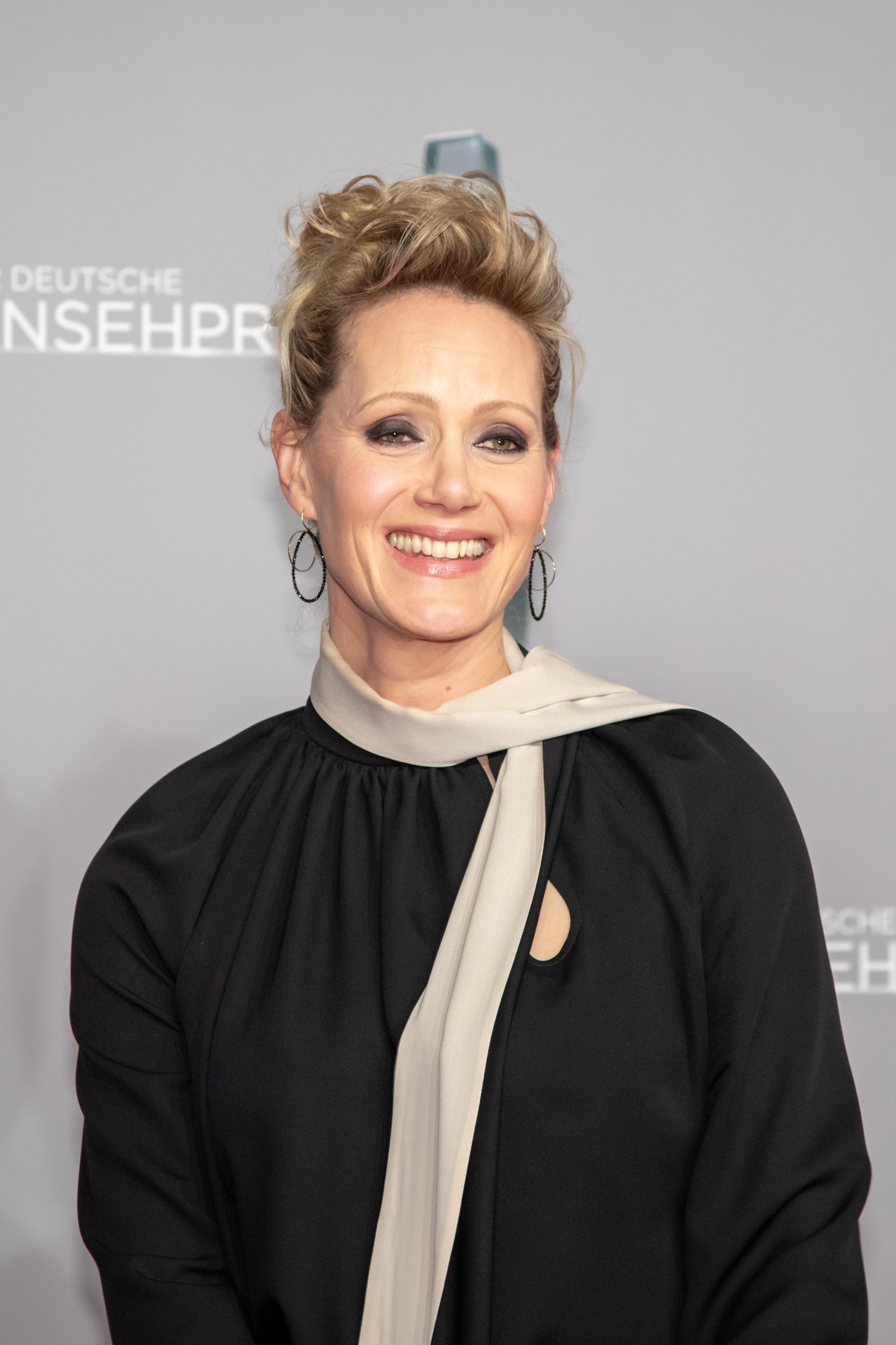
Die Besetzung um Anna Schudt erntete positive Kritiken für ihre Darstellung im Film.

Tilmann P. Gangloff von der Frankfurter Rundschau bezeichnete Eine harte Tour als „gnadenlos gut geschriebenen und klasse gespieltes Ensembledrama.“ Der Film sei „dank der personellen Konstellation, der vorzüglichen Dialoge und der herausragenden darstellerischen Leistungen von einer Qualität, die sich gut und gern mit den Besten messen“ könne. Auf diesem Niveau bewegten „sich sonst nur die mit diversen Grimme-Preis gekrönten Duos Nocke/Krohmer oder Vattrodt/Geschonneck.“ Die „leutselige Musik und die Auswahl anspruchsvoller Popsongs“ signalisierten, „dass der Film keine Tragödie sein soll, zumal sich zwischendurch auch noch Zeit für prächtige Bergpanoramen findet.“
„Ein lebenskluges, tragikomisches Drama, das Schmerzliches zeigt, aber auch Hoffnung macht – und dessen Erkenntnisse sich der Zuschauer selbst häufig aus den Bildern ableiten kann“, urteilte Rainer Tittelbach auf Tittelbach.tv. So wie die Figuren Ruhepausen einlegten, „in denen sie die Kritik und die Enthüllungen der anderen zu verarbeiten versuchen, so gibt es auch für den Zuschauer Ruhephasen, in denen er das Gesagte nachwirken lassen kann“. Lorenz habe „sich das strukturell, psychologisch und generationspolitisch gut ausgedacht“, während Kleefeld „in diesem wundervoll besetzten Ensemblefilm viel Raum“ lasse [...] „Auch die Natur verfehlt dabei ihre Wirkung nicht“.
Eric Leimann von der Mittelbayerischen Zeitung befand, dass es in dem Fernsehfilm „trotz des Drehbuch-Todes von Cliquen-Boss Clemens weniger um tragische Todesfälle, sondern um Lebenskrisen, die ein solcher Vorfall bei den Hinterbliebenen auslöst“, ginge. Buch, Regie und das „starke Ensemble, dem unter anderen die "Real Life"-Eheleute Anna Schudt und Moritz Führmann angehören, haben sich dazu entschieden, das Drama der wandernden Midlife-Crisis-Menschen mit viel Sonnenschein, tollen Alpen-Panoramen und tragikomischem Witz zu unterfüttern. Trotzdem bleibt Eine harte Tour trotz seiner oberflächlichen Leichtigkeit im Kern ein Drama, das aufgrund der hervorragenden Besetzung und einiger wirklich starker Dialoge absolut sehenswert ist“.
„Regisseurin Isabel Kleefeld wagt sich tatsächlich weit hinein in das Liebesleben der Vierziger. Als die Gruppe ihren ersten Halt macht und es allmählich feucht-fröhlich wird, knallt es gefährlich zwischen den Paaren“, schrieb Arnold Hohmann in seiner Rezension für die Braunschweiger Zeitung. Man habe „schon oft Filme mit ähnlichen Scharmützeln gesehen, aber wohl kaum einen mit derart schamlosen Abrechnungen. Umso enttäuschter ist vermutlich der Zuschauer am Schluss, wenn plötzlich so gar nichts mehr zusammenpassen will. Als habe man plötzlich einfach keine Lust mehr gehabt beim Ausdenken der Geschichte. Schade“.

## Erfolg
Eine harte Tour feierte am 26. Februar 2020 zur Hauptsendezeit im Ersten Erstausstrahlung. Mit insgesamt 4,74 Millionen Zuschauern und 15,0 Prozent Marktanteil avancierte die Tragikomödie noch vor der ZDF-Fernsehreihe Aktenzeichen XY … ungelöst zur zweitmeistgesehenen Sendung des Tages. In der werberelevanten Zielgruppe der 14- bis 49-Jährigen konnte ein Marktanteil von 8,2 Prozent generiert werden.